# Teufelszunge
Die Teufelszunge (Amorphophallus konjac, Syn.: Amorphophallus rivieri) ist eine Pflanzenart aus der Gattung der Titanwurze (Amorphophallus) innerhalb der Familie der Aronstabgewächse (Araceae). In Österreich wird sie auch Tränenbaum genannt. Die Knolle wird Konjakwurzel genannt.

## Vorkommen
Die Teufelszunge stammt ursprünglich aus Südostasien – nach einer Quelle aus Vietnam –, ist aber heute jedenfalls im ganzen ostasiatischen Raum, von Japan und China bis Indonesien und Osttimor verbreitet. Die Teufelszunge bevorzugt feuchte und halbschattige Standorte in den dortigen Tropen und Subtropen.

## Beschreibung

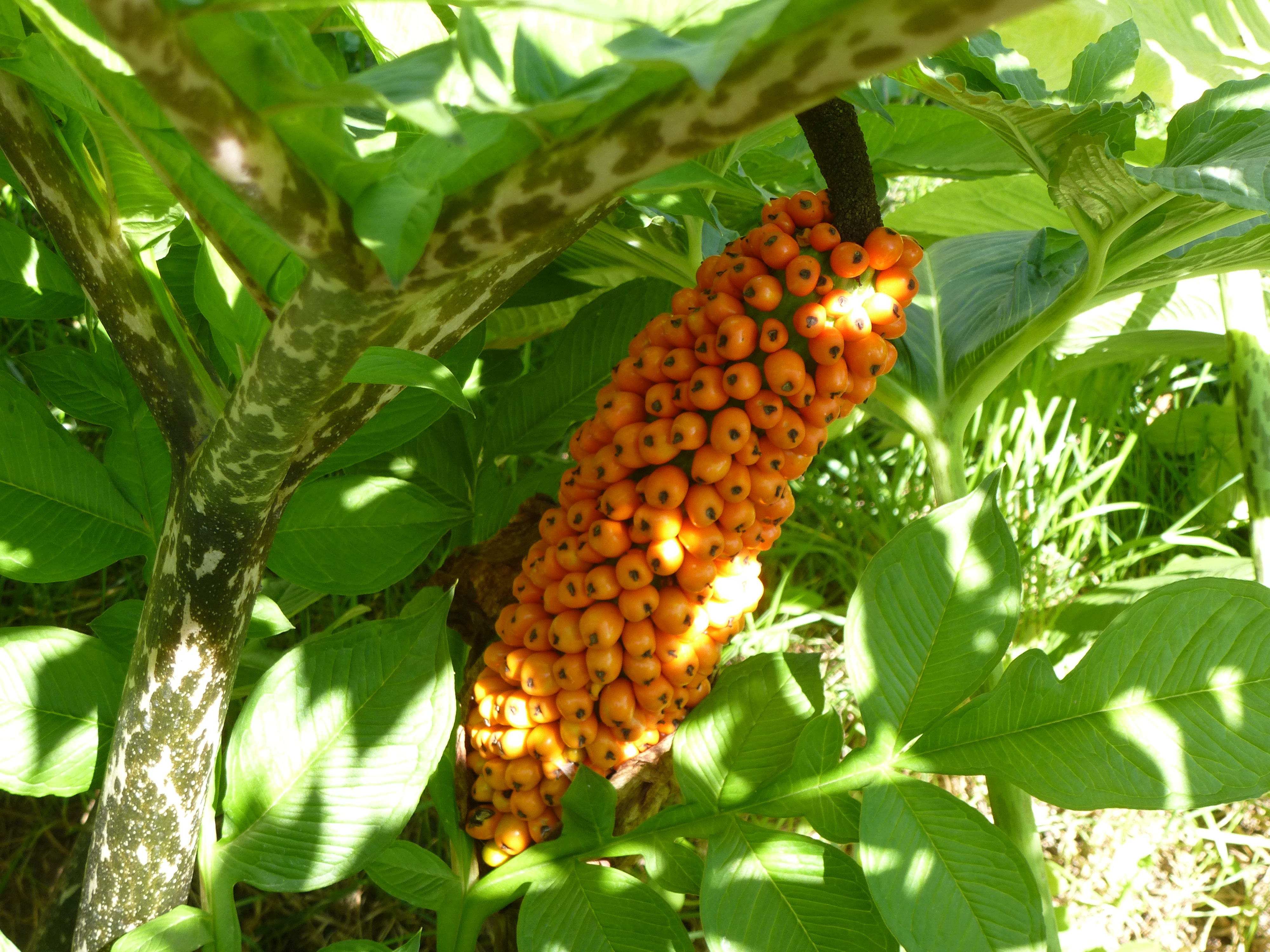
Blatt sowie Fruchtstand von Amorphophallus konjac

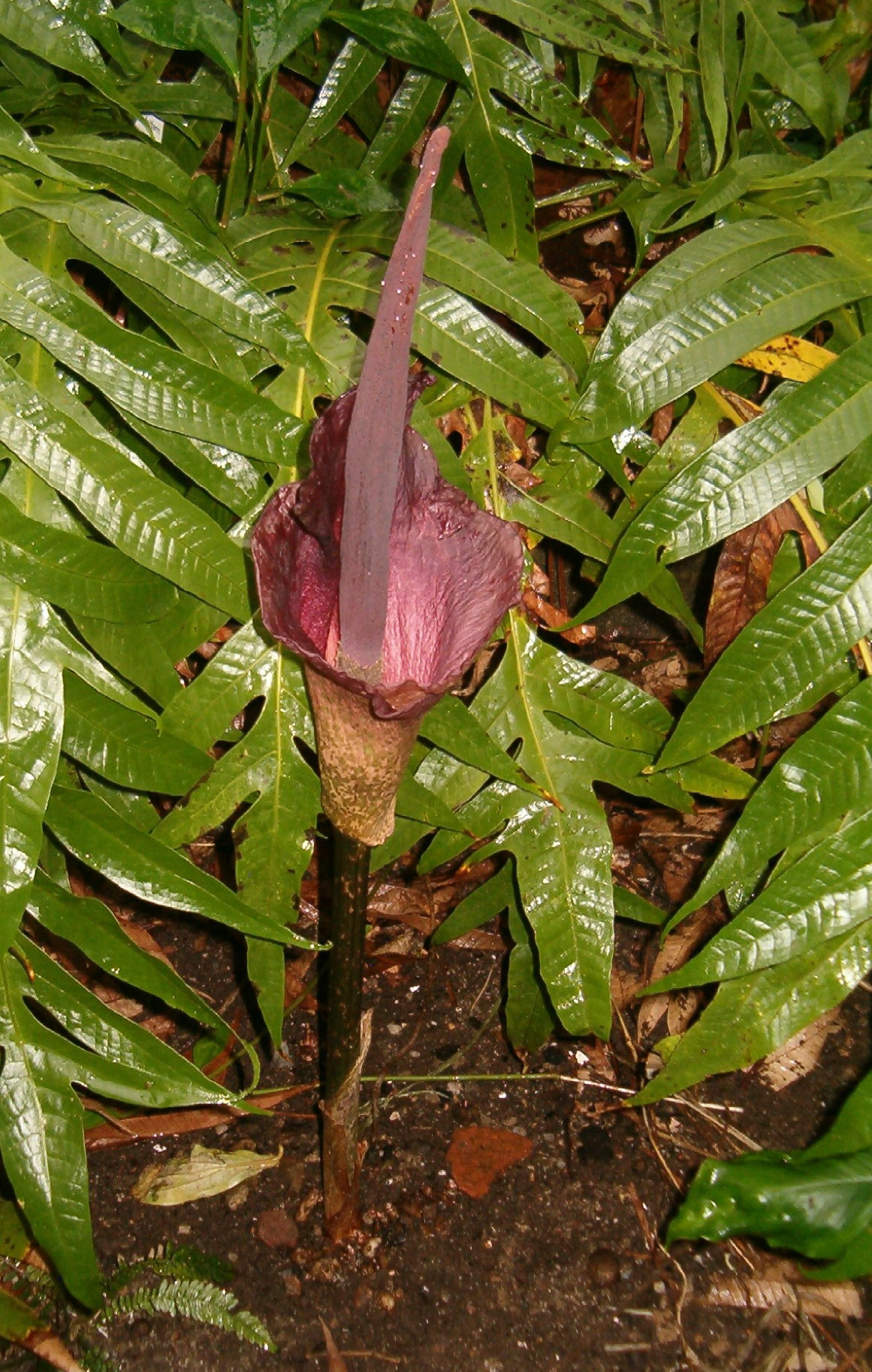
Blütenstand der Teufelszunge. Sie blüht im blattlosen Zustand.

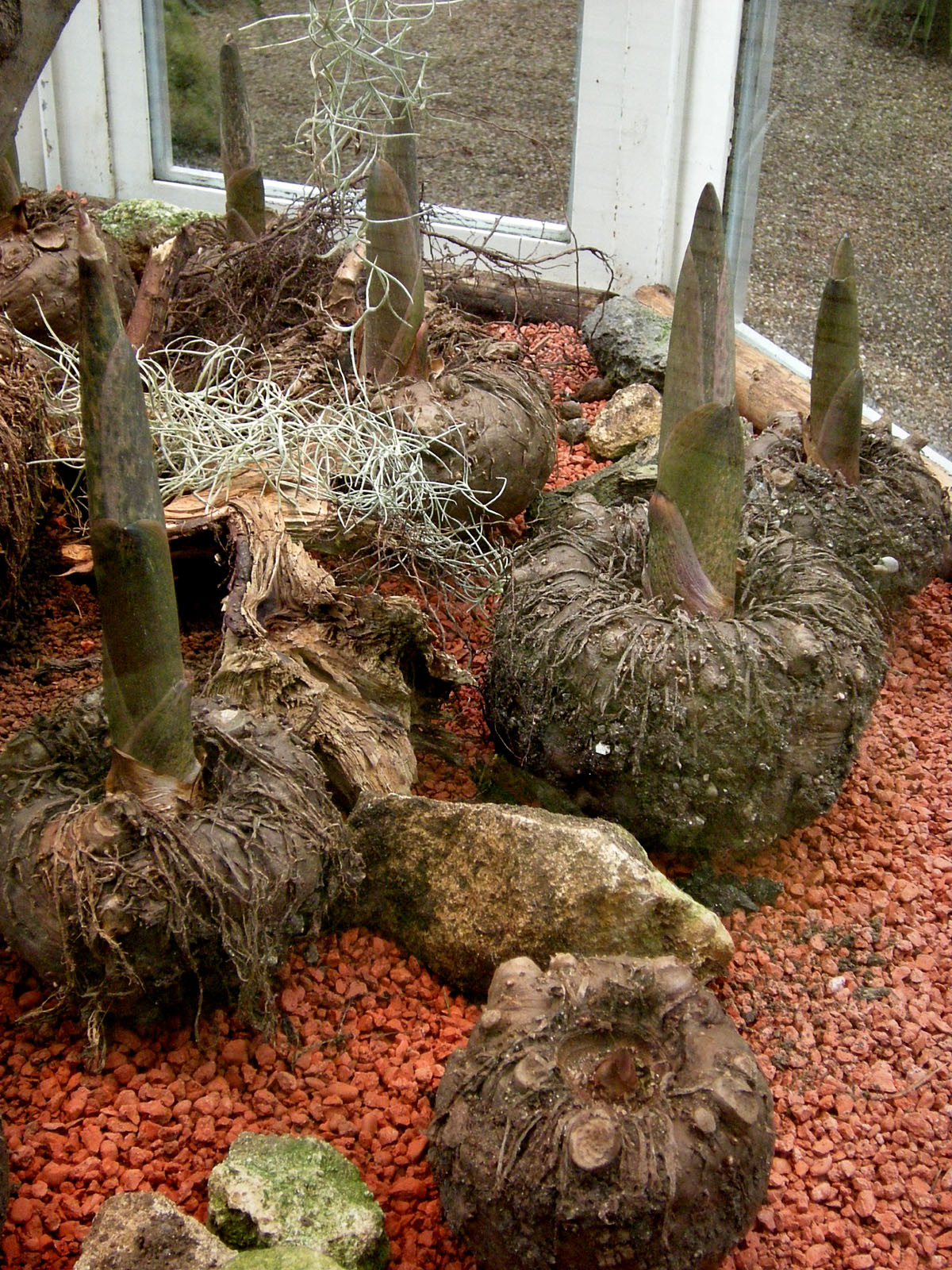
Austreibende Knollen

Die Teufelszunge ist eine mehrjährige krautige Pflanze. Dieser Geophyt wächst aus einer Knolle, die bis zu 25 cm Durchmesser erreichen kann. Dabei bildet die Konjakwurzel im späten Frühjahr ein einzelnes Laubblatt, das an einen Baum in Form eines Regenschirms erinnert, und ebenso hoch wie breit ist. Die Angaben zur maximalen Höhe dieses Blattes schwanken zwischen 1,3 und 2,5 m. Das Blatt ist doppelt gefiedert und dreiteilig in zahllose blattähnliche Strukturen aufgelöst. Nach der anfänglichen Wachstumsphase bleibt das Blatt den Sommer über stabil, bis die Nährstoffe im Herbst wieder in die Knolle einziehen. Die Reste des Blattes trocknen aus und lösen sich dabei von der Knolle.
Die Pflanze ist einhäusig getrenntgeschlechtig (monözisch). Adulte Pflanzen bilden im zeitigen Frühjahr einen Blütenstand. Dieser besteht aus einem dunkelvioletten Kolben (Spadix) mit einer Länge bis zu 55 cm, der von einem Hochblatt (Spatha) umhüllt wird. Auf dem Kolben sitzen unten die weiblichen und oben die männlichen Einzelblüten. Wie bei vielen Arten der Gattung Amorphophallus strömt der Blütenstand einen strengen Aasgeruch aus. Dieser lockt die Insekten an, die die Bestäubung sichern.
Blütenökologisch handelt es sich um eine Kesselfallenblume. Die Bestäubung erfolgt in zwei Schritten. Die Insekten werden in den Grund der Kesselfallenblume gelockt. Dort bestäuben sie die unten am Kolben sitzenden weiblichen Einzelblüten mit den von anderen Individuen mitgebrachten Pollen. Die Insekten verharren am Grund der Spatha, bis die weiblichen Blüten nicht mehr bestäubt werden können. Erst dann öffnen sich die oben am Kolben befindenden männlichen Blüten und ergießen ihre Pollen auf die Insekten, die die Pollen dann zum nächsten Blütenstand tragen. Durch diesen Mechanismus wird die Selbstbestäubung vermieden.
Der Kolben oder Spadix schwitzt zu Beginn der Blühphase Flüssigkeitströpfchen aus und erwärmt sich dabei auch. Damit setzt die geruchsintensive Phase ein. Dieses Verhalten hat der Pflanze den weiteren deutschen Namen „Tränenbaum“ eingebracht.
Es werden orange Beeren gebildet.
Die Chromosomenzahl beträgt 2n = 26.

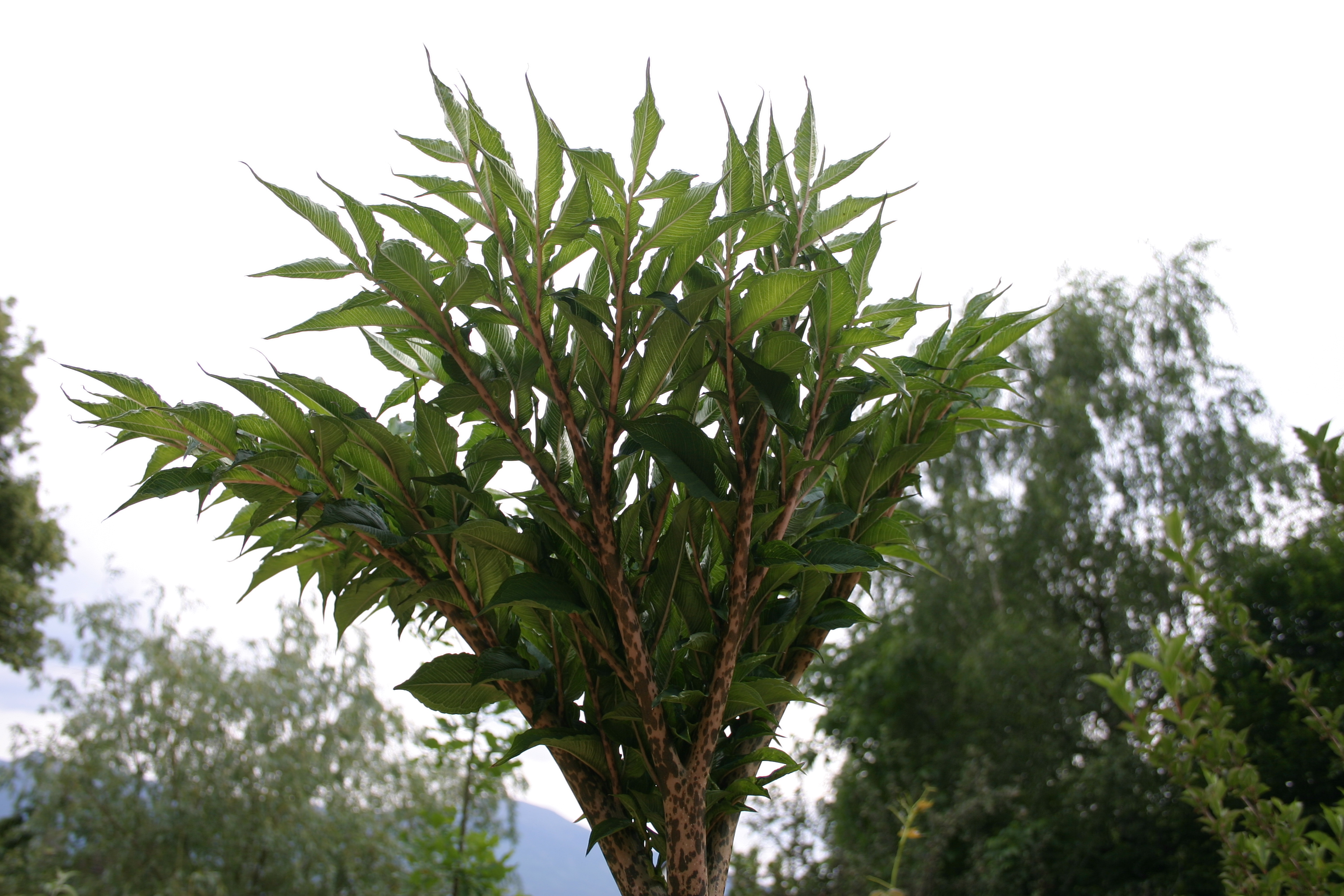
Junges Blatt
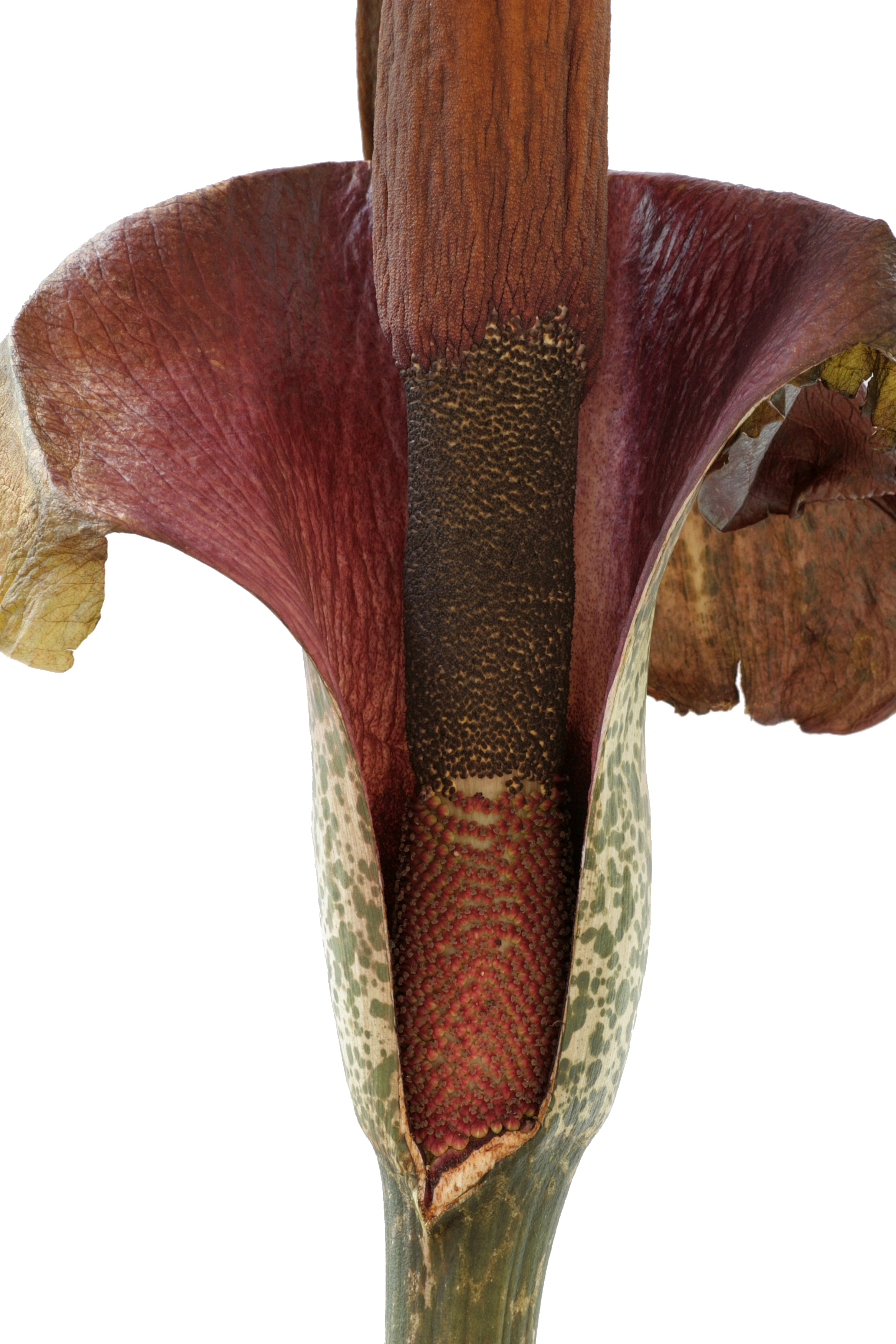
Blütenstand aufgeschnitten
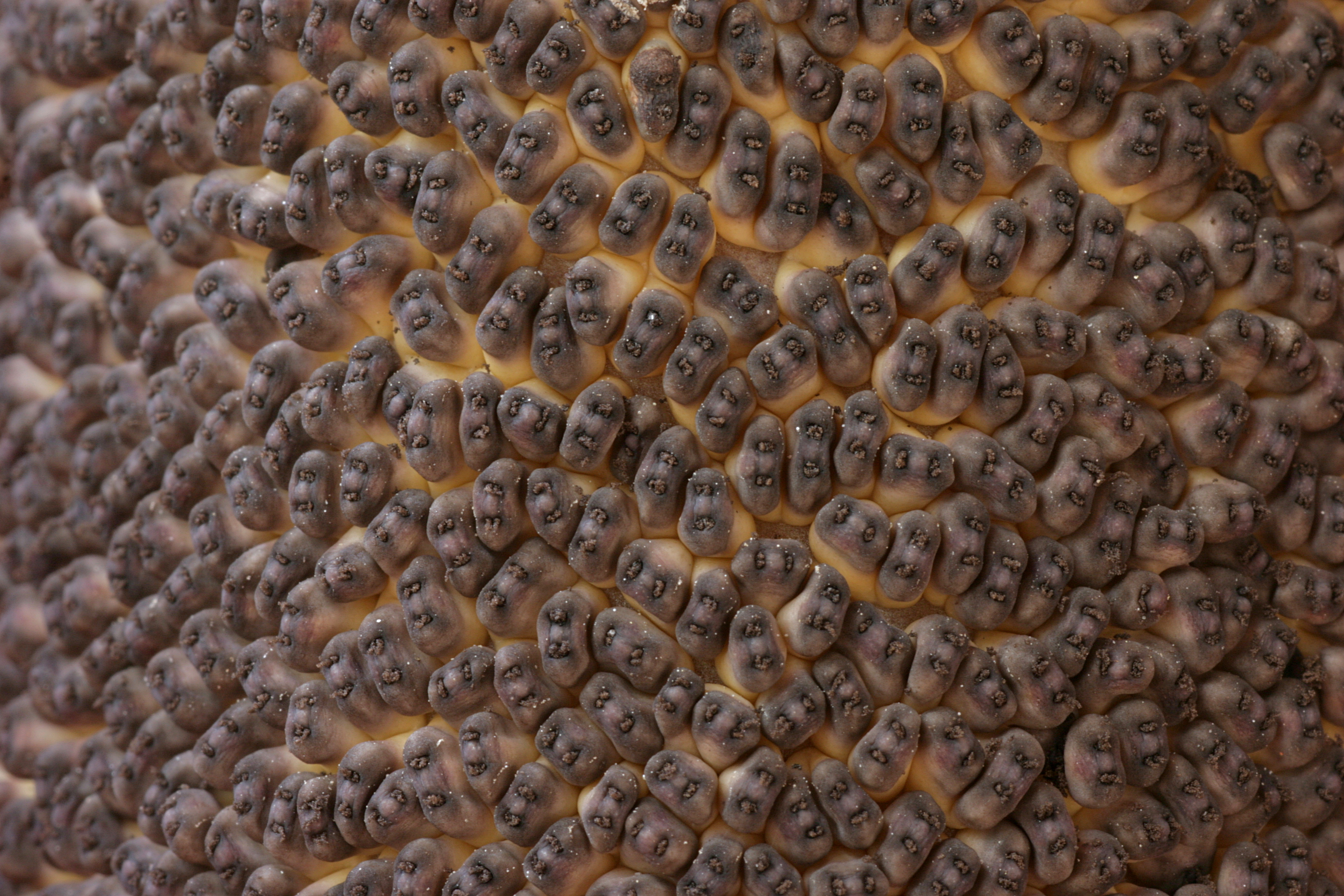
Männliche Blüten (bereits verblüht)
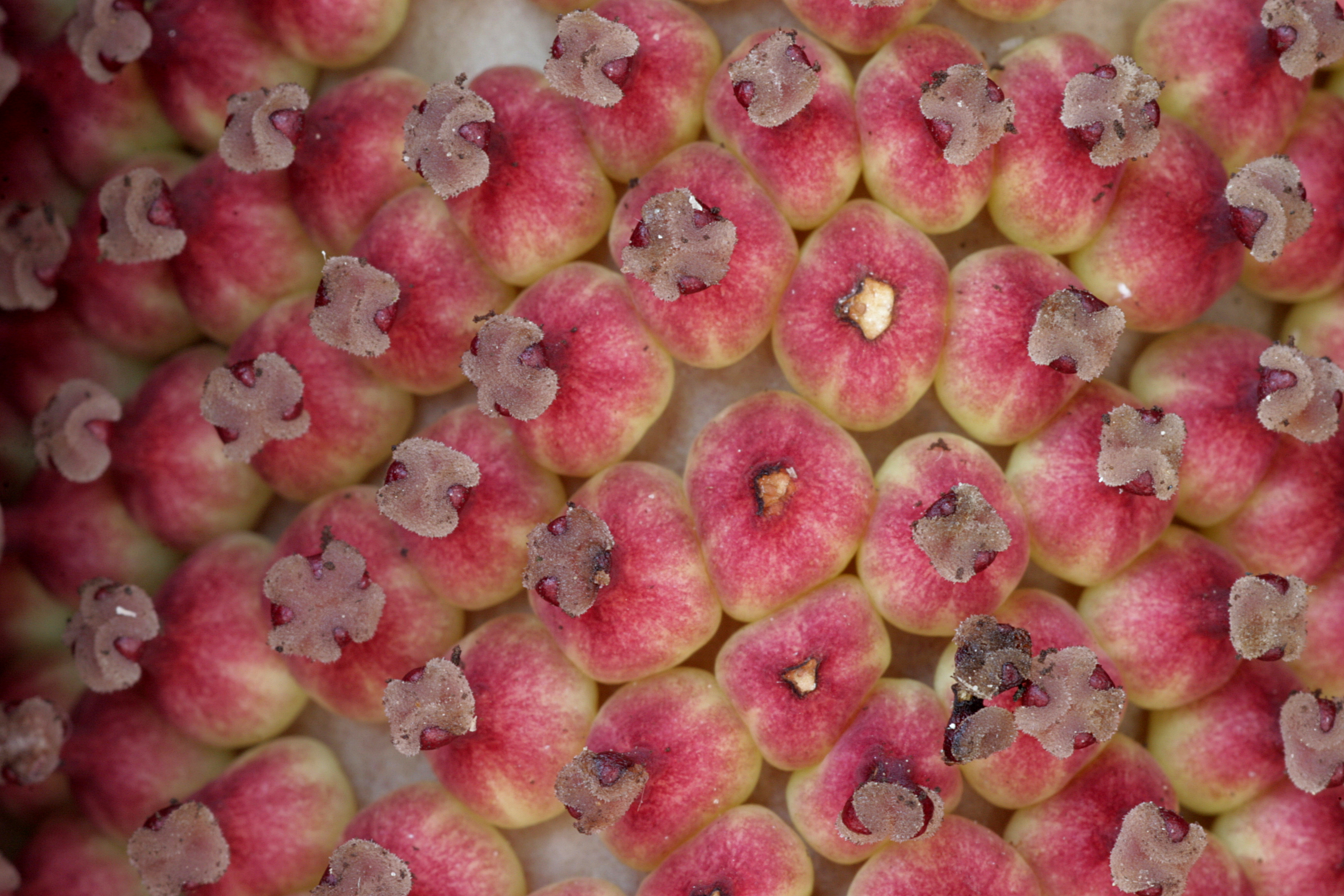
Weibliche Blüten

## Systematik
Die Erstbeschreibung durch den deutschen Botaniker Karl Heinrich Emil Koch wurde 1858 veröffentlicht. Es gibt folgende Synonyme: Amorphophallus rivieri Durieu ex Carrière, Amorphophallus rivieri var. konjac (K. Koch) Engl.

## Kultivierung
Die Teufelszunge ist eine seltene, aber wenig anspruchsvolle Kübelpflanze. Dabei kann ihr Blatt in humoser und durchlässiger Erde bis zu 2,5 m hoch und ca. 1,80 m im Durchmesser werden. Im Herbst fällt das Blatt in sich zusammen und die Knolle kann kühl und vor Frost geschützt überwintern. Ab einem Gewicht der Knolle von etwa 500 g bildet sich im zeitigen Frühjahr eine recht imposante Blüte, die ähnlich streng riecht wie beim verwandten Titanwurz (Amorphophallus titanum). Erstaunlich daran ist, dass die Knolle den Blütenstand treibt, ohne eingetopft zu sein.
Die Teufelszunge bildet während der Vegetationsperiode Tochterknollen, die nach Ablauf der Vegetationsperiode mit der Mutterknolle nicht mehr verbunden sind.

## Verwendung
Die Knolle ist reich an Glucomannanen (Polysacchariden). Sie zeigt hervorragende filmbildende Eigenschaften und wirkt hydratisierend.
Besonders in Japan wird die Konjakwurzel in der Lebensmittelindustrie genutzt. In der EU wird das Mehl der Konjakwurzel (Konjakmehl) als Lebensmittelzusatzstoff E 425 gehandelt.
Die Konjakwurzel wird häufig für kosmetische Produkte benutzt.

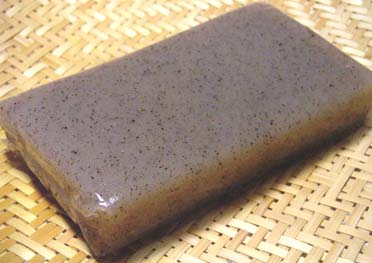
Konnyaku, japanische Speise aus der Konjakwurzel

In der japanischen Küche wird Konjak – dort Konnyaku (jap. 蒟蒻 oder 菎蒻) genannt – in Gerichten wie Oden verwendet. Typisch ist es grau gefleckt, von gelartiger Konsistenz und fast geschmacksneutral. Es ist ein Nahrungsmittel mit niedriger Energiedichte, das mehr wegen seiner Textur geschätzt wird als wegen seines Geschmacks.
Japanisches Konjakgel wird hergestellt, indem Konjakmehl mit Wasser und gesättigter Kalziumhydroxidlösung gemischt wird. Häufig wird hierbei Hijiki zugefügt, um dem Gemisch einen anderen Geschmack und eine dunkle Farbe zu geben. Danach wird die Mischung gekocht und ausgehärtet. Konjak in Nudelform heißt „Shirataki“ und wird in Nahrungsmitteln wie Sukiyaki und Gyūdon verwendet.
Konjak wird auch in den beliebten Fruchtsnacks verwendet, die in Plastikbecherchen angeboten werden: Gelee-Süßwaren in Minibechern („jelly mini-cups“). Diese Snacks werden häufig von asiatischen Ländern exportiert. In den späten 1990er Jahren gab es Todesfälle durch Ersticken, was zu Rückrufaktionen in den Vereinigten Staaten und Kanada führte. Im Gegensatz zu Gelatine löst sich Konjak nicht schnell im Mund auf. Deshalb tragen die Snacks immer Warnhinweise, die Eltern darauf hinweisen, dass Kinder die Snacks vor dem Schlucken gut kauen müssen. Die EU hat ihre Richtlinie 95/2/EG dahingehend geändert, die Menge Konjakgummi und Konjak-Glukomannan in Lebensmitteln auf 10 g/kg zu begrenzen. Die Einfuhr von Jelly Minicups in die EU wurde durch die Richtlinie 2003/52/EG verboten. Die Regelungen sind auch in der Stand November 2020 aktuellen Verordnung (EG) Nr. 1333/2008 enthalten.
Im Zweiten Weltkrieg wurde Konjak als Klebstoff bei der Herstellung von Ballonbomben durch die Japaner verwendet.